# Nightmare Cinema
Nightmare Cinema era una banda paródica constituida por los miembros de Dream Theater, quienes intercambiaban sus instrumentos y tocaban otros distintos a los que utilizaban normalmente. 
El nombre debía significar lo contrario de "Dream Theater", ya que "nightmare" (pesadilla) es lo opuesto a "dream" (sueño), y "cinema" (cine) lo contrario a "theater" (teatro).
Durante los bises de sus conciertos, la primera vez el 1 de noviembre de 1997, Nightmare Cinema comenzó la tradición de tocar una sola canción, manteniendo a James LaBrie como vocalista. Normalmente tocaban la canción Perfect Strangers del grupo Deep Purple, aunque en una ocasión también interpretaron Suicide Solution, de Ozzy Osbourne.
Dream Theater dejó de realizar el número cuando el teclista Derek Sherinian abandonó la banda y fue reemplazado por Jordan Rudess, si bien Rudess es también un teclista capaz.
Una "banda chiste" similar, liderada por Derek Sherininan fue "Nicky Lemons and the Migraines", quienes interpretaron I Don't Like You, una canción de estilo punk. Sherinian, vestido con una boa de pelo, fue descrito por Mike Portnoy como un cruce entre Elton John y David Lee Roth.

## Miembros
Al tocar como Nightmare Cinema, los miembros de Dream Theater tomaban distintos nombres escénicos. A continuación aparecen sus alias y el instrumento que tocaban como tales, así como el que usaban normalmente.
- Abdul Matahari - Voz (James LaBrie, voz).
- Nicky Lemons - Guitarra (Derek Sherinian, teclado) .
- Johnny James - Batería (John Petrucci, guitarra).
- Juice Malouse - Teclado (John Myung, bajo).
- Max Del Fuvio - Bajo (Mike Portnoy, batería).